# Mangrullo
Mangrullo ist eine Ortschaft in Uruguay.

## Geographie
Sie befindet sich auf dem Gebiet des Departamento Cerro Largo in dessen Sektor 4. Mangrullo liegt südlich von Soto Goro und nordnordöstlich Nandos.

## Einwohner
Mangrullo hatte bei der Volkszählung im Jahre 2011 sechs Einwohner, davon zwei männliche und vier weibliche.
| Jahr | Einwohner |
| ---- | --------- |
| 1963 | 66        |
| 1975 | 44        |
| 1985 | 31        |
| 1996 | 25        |
| 2004 | 31        |
| 2011 | 6         |

Quelle: Instituto Nacional de Estadística de Uruguay